# Yared Asmerom
Yared Asmerom Tesfit (Asmara, 4 febbraio 1980) è un maratoneta eritreo, quarto ai Mondiali di Osaka 2007.

## Palmarès
| Anno | Manifestazione             | Sede        | Evento      | Risultato | Prestazione | Note                                     |
| ---- | -------------------------- | ----------- | ----------- | --------- | ----------- | ---------------------------------------- |
| 2004 | Mondiali di mezza maratona | Nuova Delhi | Individuale | 39º       | 1h07'48"    |                                          |
| 2005 | Mondiali                   | Helsinki    | Maratona    | 25º       | 2h18'46"    | Miglior prestazione personale stagionale |
| 2005 | Mondiali di mezza maratona | Edmonton    | Individuale | 9º        | 1h02'44"    |                                          |
| 2005 | Mondiali di mezza maratona | Edmonton    | A squadre   | Argento   | 3h07'05"    |                                          |
| 2006 | Mondiali di mezza maratona | Debrecen    | Individuale | dnf       | dnf         |                                          |
| 2007 | Mondiali                   | Osaka       | Maratona    | 4º        | 2h17'41"    |                                          |
| 2008 | Giochi olimpici            | Pechino     | Maratona    | 8º        | 2h11'11"    |                                          |
| 2009 | Mondiali                   | Berlino     | Maratona    | dnf       | dnf         |                                          |
| 2011 | Mondiali                   | Taegu       | Maratona    | dnf       | dnf         |                                          |
| 2012 | Giochi olimpici            | Londra      | Maratona    | 19º       | 2h15'24"    |                                          |
| 2013 | Mondiali                   | Mosca       | Maratona    | dnf       | dnf         |                                          |

## Altre competizioni internazionali
2004
- Oro alla Maratona di San Sebastián ( San Sebastián) - 2h16'45"

2005
- 10º alla Maratona di Madrid ( Madrid) - 2h21'30"

2006
- 13º alla Maratona di Amburgo ( Amburgo) - 2h15'36"
- Oro alla Mezza maratona di Azpeitia ( Azpeitia) - 1h03'03"
- 5º alla Mezza maratona di Oruna de Pielagos ( Oruna de Pielagos) - 1h04'41"

2007
- 16º alla Maratona di Amburgo ( Amburgo) - 2h15'14"
- Oro alla Mezza maratona di Azpeitia ( Azpeitia) - 1h00'28"
- Oro alla Mezza maratona di Cáceres ( Cáceres) - 1h02'04"
- 4º alla Great South Run ( Portsmouth), 10 miglia - 47'54"

2008
- Argento alla Maratona del lago Biwa ( Ōtsu) - 2h08'34"
- 5º alla Mezza maratona di Azpeitia ( Azpeitia) - 1h09'28"

2009
- Bronzo alla Maratona del lago Biwa ( Ōtsu) - 2h10'49"

2010
- 19º alla Maratona di Francoforte ( Francoforte sul Meno) - 2h14'07"
- 5º alla Maratona di Seul ( Seul) - 2h11'46"

2011
- Argento alla Chuncheon Marathon ( Chuncheon) - 2h07'27"

2012
- 8º alla Mezza maratona di Lisbona ( Lisbona) - 1h03'43"
- 17º alla Great North Run ( Newcastle upon Tyne) - 1h04'53"

2013
- 7º alla Maratona di Londra ( Londra) - 2h08'22"
- 9º alla Lisbn Rock 'n' Roll Half Marathon ( Lisbona) - 1h03'24"

2014
- 8º alla Maratona di Fukuoka ( Fukuoka) - 2h10'09"
- 13º alla Lisbn Rock 'n' Roll Half Marathon ( Lisbona) - 1h06'13"

2015
- 12º alla Maratona di Tokyo ( Tokyo) - 2h09'41"

2016
- 9º alla Maratona di Fukuoka ( Fukuoka) - 2h11'57"
- 4º alla Tokyo Ohme-Hochi ( Tokyo), 30 km - 1h33'24"